# Rhadinesthes decimus
Rhadinesthes decimus és una espècie de peix de la família dels estòmids i de l'ordre dels estomiformes.

## Morfologia
- Els mascles poden assolir 41 cm de longitud total.[2][3]

## Alimentació
Menja peixos i crustacis.

## Hàbitat
És un peix marí i d'aigües profundes que viu entre 0-4.900 m de fondària.

## Distribució geogràfica
Es troba des de la Mar Cantàbrica fins a Mauritània; Namíbia; Islàndia; l'Índic tropical; el Pacífic sud i el Pacífic nord central.